# Wilhelm Schmidt (ethnologue)
Pour les articles homonymes, voir Wilhelm Schmidt et Schmidt.
Wilhelm Schmidt, né le 16 février 1868 à Hoerde (Dortmund) et mort le 10 février 1954 à Fribourg, est un prêtre allemand, missionnaire de la Société du Verbe-Divin, linguiste, ethnologue et historien des religions.

## Biographie
Alors qu'il est professeur à l'université de Fribourg (Suisse), il y fonde la revue Anthropos en 1906, toujours publiée. Il a été un grand pourfendeur de la psychanalyse au nom de l'Église catholique à cause de son pansexualisme et de l'attaque à la famille chrétienne que l'œuvre de Sigmund Freud recelait selon lui.
Il est surtout célèbre pour avoir entrepris d'immenses et savantes recherches ethnologiques et anthropologiques mettant en valeur un monothéisme primitif à l'origine de l'humanité, précédant sa dégradation postérieure en polythéismes.
Ce monothéisme primitif serait pour lui en relation avec une révélation primitive du Dieu unique à l'humanité par-delà Eve et Adam.
Il fut le principal acteur, avec Mgr Le Roy, d'une ethnologie catholique réagissant et contestant une histoire des religions laïque et d'une ethnologie positiviste et évolutionniste.
Ses travaux sont aujourd'hui considérés comme dépassés par la science des religions.[Par qui ?]

## Quelques publications
- Die Sprachlaute und ihre Darstellung in einem allgemeinen linguistischen Alphabet, 1907. (copie en ligne)
- Der Ursprung der Gottesidee. Eine historisch-kritische und positive Studie 1912–1955
- Die Sprachfamilien und Sprachkreise der Erde, 1926
- Handbuch der vergleichenden Religionsgeschichte, zum Gebrauch für Vorlesungen an Universitäten, Seminaren usw. und zum Selbststudium, 1930
- Handbuch der Methode der kulturhistorischen Ethnologie, 1937
- Das Eigentum auf den ältesten Stufen der Menschheit, 1937–1942
- Rassen und Völker in Vorgeschichte und Geschichte des Abendlandes, 1946
- Das Mutterrecht, 1955